# Ganière (Cèze)
Pour les articles homonymes, voir Ganière.
La Ganière est une rivière des deux départements de l'Ardèche et du Gard, en France, et un affluent gauche de la Cèze, donc un sous-affluent du Rhône.

## Géographie
De 27,3 km de longueur, la Ganière est une rivière aurifère aux environs de Bessèges qui prend sa source sur la commune de Malons-et-Elze, entre le Serre de Taravel (969 m) et le mont Redon (884 m), à 857 m d'altitude. Il s'appelle d'abord en partie haute le Valat de la Bachasside, puis le ruisseau du Mont Redon.
Elle coule globalement du nord-ouest vers le sud.
Elle conflue avec la Cèze en rive gauche sur la commune de Bessèges, à 154 m d'altitude.

### Communes et cantons traversés
Dans les deux département de l'Ardèche et du Gard, la ganière traverse les sept communes suivantes, de l'amont vers l'aval, de Malons-et-Elze (source), Banne, Les Vans, Malbosc, Bordezac, Gagnières, Bessèges (confluence).
Soit en termes de cantons, la Ganière prend source dans le canton de La Grand-Combe, traverse le canton des Cévennes ardéchoises, conflue dans le canton de Rousson, le tout dans les arrondissements d'Alès et de Largentière.

### Hydronymie
Le Valat de Bachasside : dérivé de l'occitan bachàs (du celte bacco, « auge, baquet ») qui a d'abord désigné un abreuvoir et dont le sens s'est étendu à celui de « bassin, mare, cours d'eau » le plus souvent marécageux ou boueux. Le dérivé bachasside désigne plus particulièrement le contenu du cours d'eau, ici un bourbier. Dans les Cévennes, un valat désigne un torrent de montagne et le ravin qu'il creuse.
Le ruisseau de Montredon : doit son nom au Mont Redon, en occitan « mont rond », qui culmine à 884 m sur la commune de Malons-et-Elze.
La Ganière : du latin vadum, « gué, bas-fond », à l'origine du français « gué » et de l'occitan « ga », par attraction du francique wad de même sens, dont le w, imprononçable par les populations gallo-romanes, est passé à g. Sur ce *wadum passé à *gadum, ont été formés par exemple, après la chute habituelle du d intervocalique, des hydronymes du type Gane ou Ganne (plusieurs rivières de la Creuse, de la Corrèze, de la Dordogne et du Cantal). Cette même racine, accompagnée du suffixe -ière, a donné son nom à la Ganière, avec le sens particulier de rivière avec des passages aux eaux calmes et guéables. Le nom de la rivière est à l'origine, avec une orthographe légèrement différente, du nom de la commune gardoise de Gagnières.

### Toponymes
La Ganière a un hydronyme proche de la commune de Gagnières.

### Bassin versant
La Ganière traverse une seule zone hydrographique « La Cèze du Luech à la Ganière incluse » (V542) de 318 km2 de superficie. Ce bassin versant est constitué à 93,33 % de « forêts et milieux semi-naturels », à 5,49 % de « territoires agricoles », à 1,14 % de « territoires artificialisés », à 0,11 % de « surfaces en eau ».

### Organisme gestionnaire
L'organisme gestionnaire est l'abCèze ou Syndicat mixte d'Aménagement du Bassin versant de la Cèze.

## Affluents
La Ganière a dix-huit tronçons affluents référencés :
- le valat de Champ Blanc (rd[note 1]), 1,2 km sur la seule commune de Malons-et-Elze.
- le ruisseau de Pialouzet (rd), avec un affluent :
  - le ruisseau des Chambons (rd),
- le ruisseau de Font de l'Alle (rd),
- le ruisseau de Ramassepezoul (rg),
- la valat d'Angligeos (rg),
- le ruisseau de Brousson (rd),
- le ruisseau de Planzolle (rg), avec un affluent :
  - le ruisseau de Brahic (rd),
- le ruisseau d'Abeau (rd), de rang de Strahler trois avec neuf affluents
- le ruisseau de la Chamalle (rd), 1,3 km sur les deux communes de Banne et Malbosc avec un affluent :
  - le ruisseau du Lavancher (rd), 1,9 km sur la seule commune de Malbosc.
- le ravin de Combe Longue (rg),
- le ruisseau de Maubert (rd), 3,1 km avec trois affluents :
  - le ruisseau de Prat Peillard (rg),
  - le ruisseau des Sombres,
  - le ravin des Tours,
- le ruisseau du Rang Corbier (rd),
- le ruisseau des Combes de Banne (rg),
- le ruisseau de l'Oulette (rg),
- le ruisseau de Malpas (rd),
- le ruisseau du Merdanson (rg),
- le ruisseau de Doulovy (rg),
- le ruisseau de la Grand Combe (rd),
- le ruisseau des Verreries (rd), 1,9 km sur la seule commune de Gagnières avec un affluent :
  - le ruisseau des Escaliers (rg), 1,2 km sur la seule commune de Gagnières.

### Rang de Strahler
Donc le rang de Strahler est de quatre.